# Betriebsübergang (Schweiz)
Betriebsübergang bedeutet im Schweizer Obligationenrecht (OR) die Übertragung eines Betriebs oder eines Betriebsteils vom Arbeitgeber auf einen Dritten. 
Die Wirkungen sind in Art. 333 OR geregelt. Die Vorschrift erfasst alle Arten von Betriebsübergängen, nicht bloß den Verkauf von Betrieben. Ein Betriebsübergang liegt auch vor, wenn ein Betrieb aus einer Konkursmasse übernommen wird. Es ist nicht einmal nötig, dass zwischen altem und neuem Betriebsinhaber eine direkte vertragliche Beziehung besteht. Die Bestimmungen finden auch Anwendung, wenn ein Tatbestand nach dem Fusionsgesetz vorliegt.
Der Erwerber des Betriebes haftet grundsätzlich für die Verbindlichkeiten des alten Arbeitgebers aus den Arbeitsverhältnissen vor dem Betriebsübergang mit. Der alte Arbeitgeber haftet für Verbindlichkeiten nach dem Betriebsübergang noch bis zu dem Zeitpunkt mit, auf den die Arbeitsverhältnisse ordentlich gekündigt werden könnten. Diese Haftungsregelung gilt bei Betriebsübernahmen aus Konkursen und Sanierungen nicht.
Lehnt ein Arbeitnehmer den Übergang ab, gilt sein Arbeitsverhältnis nach Ablauf der gesetzlichen Kündigungsfrist, frühestens jedoch im Zeitpunkt des Betriebsübergangs, als aufgelöst (Art. 333 Abs. 2 OR).